# Дом Монфор-л’Амори
Дом Монфо́р-л’Амори (фр. Maison de Montfort-l'Amaury) — французский аристократический род, младшая ветвь Первого дома графов Эно, игравший заметную роль в истории Франции и Англии в XII — XIII веке.

## История

### Первый дом Монфор-л’Амори
Родоначальником рода считается Гильом I де Монфор (ум. ок. 1018). Он был внуком графа Эно Ренье II (ок.890 — до 940). Дети Ренье II боролись за герцогство Лотарингия, утерянное родом после гибели герцога Гизельберта. В 958 году граф Ренье III был схвачен и по приказу императора Оттона I выслан, а члены семьи Ренье бежали во Францию, где нашли пристанище при королевском дворе. Его дети позже вернулись в Лотарингию, но некоторые представители рода остались во Франции.
Не до конца ясно, кто из сыновей Ренье II был отцом Гильома I. Гильом по приказу короля Франции Роберта II Благочестивого построил 2 крепости в лесу Ивелин для защиты королевского домена от графа де Блуа. Одну он построил в Эперноне, а вторую дальше к северу. Этот замок получил название Монфор, на его месте позже вырос город Монфор-л'Амори. Он женился на дочери Гуго де Бове, управлявшего этими землями и после его гибели сумел их удержать за собой, передав владения своему сыну, Амори I де Монфор (ум. 1053). Амори I перестроил замок, заменив деревянные стены на каменные и расширил его. Его сын, Симон I де Монфор (ум.1083) завершил постройку замка, начатую ещё дедом. Вторым браком он женился на дочери Ричарда, графа д’Эврё, благодаря чему его сын от этого брака, Амори III де Монфор (ум. 1137) унаследовал в 1118 году нормандское графство Эврё.
Амори III был одним из лидеров восстаний в Нормандии против власти английского короля Генриха I, которые закончились неудачно. Перед смертью он разделил свои владения, завещав Эврё своему старшему сыну, Амори IV (ум. 1140), а Монфор младшему, Симону III (ум. 1181). Но через 3 года умер бездетным Амори и владения его унаследовал брат.
Симон III, будучи по своим владением вассалом одновременно королей Англии и Франции, выбрал сторону короля Англии, за что получил Рошфор и Эпернон, но поссорило с королём Франции Людовиком VII. Позже они смогли примириться.
После смерти Симона III его владения были разделены между его сыновьями. Амори V (ум.1182) получил графство Эврё, но он умер через год, после чего графство перешло к его сыну Амори VI (ум. 1213). Поскольку он был сторонником короля Англии Иоанна I Безземельного, то король Франции в 1195 году конфисковал Эврё и присоединил его к королевскому домену. В качестве компенсации Амори VI получил от короля Иоанна графство Глостер в 1200 году. Детей он не оставил.
Другой сын Симона III, Симон (IV) (ум. 1188) получил Монфор. Он женился на сестре графа Лестера. После его смерти Монфор унаследовал Симон IV де Монфор (ок. 1165—1218). Кроме того, он в 1204 году унаследовал графство Лестер. Симон стал главным организатором и руководителем Альбигойского крестового похода и на некоторое время получил во владение графство Тулузское, а также Безье и Каркассон в Лангедоке.
Из сыновей Симона IV наиболее известен Симон V де Монфор, который играл ведущую роль во внутриполитической борьбе в Англии в период правления Генриха III. Женатый на сестре Генриха III, он возглавил восстание английских баронов, разбивших и пленивших короля. Но 1265 году Симон потерпел поражение и был убит в сражении при Ившеме. После его смерти, титул и владения графов Лестер были конфискованы королём. 2 старших сына погибли вместе с ним. Остальные дети бежали из Англии, перебравшись в Италию. Один из них, Ги де Монфор (ум. 1291), граф ди Нола убил в 1271 году в церкви города Витербо своего кузена Генриха, сына Ричарда, графа Корнуольского. Эта ветвь угасла в начале XIV века после смерти Амори, младшего брата Ги.
Старший сын Симона IV, Амори VII де Монфор (ум. 1241) унаследовал завоевания отца в Лангедоке (Тулузу, Нарбон, Безье и Каркасон), но удержать их не смог. В итоге он в 1224 году уступил королю Франции виконтства Каркасонн и Безье, в обмен сеньория Монфор стала графством. После его смерти титул перешёл к его сыну Жану I (ум. 1249). Жан оставил только дочь Беатрис (ум.1311), которая вышла замуж за графа Роберта IV де Дрё, передав графство Монфор его потомкам.
Ещё один сын Симона IV, Ги II (ум. 1220) женился на наследнице графства Бигорр. У него остались только дочери, старшая, Алиса (ум.1255) унаследовала Бигорр.
Ещё одна ветвь рода пошла от брата Симона IV, Ги I (ум. 1228), сеньора де Кастр и де Ла-Ферте-Аль. Он участвовал в Третьем и Четвёртом Крестовых походах, после чего остался в Иерусалимском королевстве. В 1204 году он женился на Эльвис, дочери Балиана Ибелина, лорда Наблуса, вдове графа Сидона Рено де Гренье и в 1205—1210 годах был регентом графства. В 1211 году он получил Кастр-ан-Альбигуа. Его сын, Филипп I (ум.1270), сеньор Кастра, Тира и Торона, женился на Марии Антиохийской, наследнице Торона. Он претендовал на трон Киликийской Армении и был весьма заметной фигурой в Иерусалимском королевстве. Его потомки жили в Иерусалимском королевстве, а потом на Кипре. Ветвь угасла в после смерти Онфруа де Монфора (ум.1326), коннетабля Кипра. Его единственная дочь Эшива вышла замуж за короля Кипра Петра (Пьера) I.

### Второй дом Монфор-л’Амори
В 1330 году графство Монфор унаследовал Жан II Завоеватель (1294—1345), 4-й сын герцога Бретани Артура II и Иоланды (1263—1330), графини де Монфор с 1311, дочери графа Роберта IV де Дрё и Беатрис, последней графини из 1-го дома. Он стал родоначальником 2-го дома де Монфор. В результате войны за Бретонское наследство его сын Жан III Храбрый де Монфор (ок.1340—1399) в 1364 получил герцогство Бретань. По мужской линии дом угас в 1488 году со смертью герцога Франциска II Бретонского, оставивший единственную дочь Анну (1477—1514), герцогиню Бретонскую.

## Генеалогия
Ренье II (ум. до 932/940), граф Эно (Геннегау) с 925
- Амори (ум. ок. 973), граф Камбре и Валансьена 941—959[4]; жена: Юдит де Камбре (ок.920—ок.983), дочь Исаака, графа Камбре[5]
  - Гильом (ум. ок. 1018), сеньор де Монфор; жена: дочь Гуго де Бове
    - Амори I (ум. 1053), сеньор де Монфор; жена: с ок.1028 Бертранда де Гомец
      - Симон I (ум. 1083), сеньор де Монфор с 1053; 1-я жена: с ок.1055 Изабель де Бруа, дочь Юга I Бардуля, сеньора де Бруа и де Питивье; 2-я жена: Агнес, дочь Ричарда, графа д’Эврё
        - (от 1-го бр.) Амори II (1056—1089), сеньор де Монфор с 1083
        - (от 1-го бр.) Изабель; муж: с ок. 1076 Рауль III де Тони (ум. 1102), сеньор Конша
        - (от 1-го бр.) Гильом (ум.1101), епископ Парижа с 1095
        - (от 2-го бр.) Бертрада (ок. 1059—1117); 1-й муж: с 1089 (разв. 15 февраля 1092) Фульк IV (1043—1109), граф Анжу; 2-й муж: с 15 мая 1093 Филипп I (1052—1108), король Франции
        - (от 2-го бр.) Ричард (ум. 1092), сеньор де Монфор с 1089
        - (от 2-го бр.) Симон II (ум. 1101), сеньор де Монфор с 1092
        - (от 2-го бр.) Амори III (ум. 1137), сеньор де Монфор с 1101, граф д’Эврё с 1118; 1-я жена: с 1115 (аннулирован до 1118) Ришильда д’Эно (1095—?), дочь Бодуэна II, графа Эно; 2-я жена: с 1118 Агнес де Гарланд (ок. 1095—1143), дочь Ансо де Гарланда, сеньора де Рошфор-ан-Ивелин
          - (от 1-го бр.) Ричард
          - (от 1-го бр.) Люсиана; муж: Гуго де Креси-Помпонн
          - (от 2-го бр.) Агнес (ум. 1181), муж: за Галеран IV де Бомон, граф де Мёлан;
          - (от 2-го бр.) Амори IV (ум. 1140), граф д'Эврё с 1137
          - (от 2-го бр.) Симон III Лысый (ум. 12/13 марта 1181), граф д'Эврё с 1140, сеньор де Монфор с 1137; жена: Матильда (Мод)
            - Амори V (ум. 1182), граф д’Эврё с 1181; жена: с 1170 Мабель (Мод), дочь Уильяма Фиц-Роберта, графа Глостер
              - Амори VI (ум.1213), граф д’Эврё с 1182, граф Глостер с 1200; 1-я жена: до 1198 Агнес д’Амбуаз (ум. после 1198), дочь Гуго II д’Амбуаз; 2-я жена: с 1202 Мелисенда де Гурнэ, дочь Гуго IV, сеньора де Гурнэ

            - Симон (IV) († 1188), сеньор де Монфор с 1181; жена: с ок.1165 Амиция де Бомон (ок.1150 — 1215), дочь Роберта III де Бомон, графа Лестера
              - Симон IV (V) (ок.1165—1218), сеньор де Монфор с 1188, граф Лестер с 1204, граф Тулузы с 1215, виконт Безье и Каркассона с 1213, главный организатор и руководитель Альбигойского крестового похода; жена: с ок. 1190 Алиса де Монморанси (после 1173—1221), дочь Бушара IV де Монморанси
                - Амори VI (V) (1192—1241), сеньор де Монфор с 1218, граф де Монфор с 1226, герцог Нарбонны 1223—1224, граф Тулузы, виконт Безье и Каркассона 1218—1224, коннетабль Франции 1231—1235; жена: с 1222/1224 Беатрис д’Альбон (1205 — после 1248), дочь Гига VI (Андре) д’Альбон, дофина Вьеннского
                  - Жан I (1228—1249), граф де Монфор с 1241; жена: до 1248 Жанна де Шатоден (1220 — после 1250), дочь Жоффруа VI, виконта де Шатоден
                    - Беатрис (ок. 1249 — 1311), графиня де Монфор с 1249; муж: с 1260 Роберт IV де Дрё (ок. 1241—1282), граф де Дрё и де Брейн с 1249

                  - Маргарита (ум. после 1284); муж: до 1256 Жан III де Нель (ум.1286), граф де Суассон
                  - Лаура (ум. после 1270), дама д’Эпернон и де Жамбэ; 1-й муж: после 1256 Фердинанд де Понтье (1238 — до 1264), граф Омальский, барон де Монтгомери и Нуайель-сюр-Мер; 2-й муж: до 1267 Анри VII (VI) де Грандпре (ум. до 1287), сеньор де Ливри
                  - Алиса (Адель) (ум.1279); муж: с 1242 Симон II де Клермон (1208—1286), сеньор де Нель
                  - Перонель (ум.1275), аббатиса в Порт-Рояле

                - Ги II (ок.1195—1220), граф Бигорра с 1216; жена: с 13 ноября 1216 Перенель де Комменж (ок.1181—1251), графиня Бигорра, виконтесса де Марсан, дочь Бернара IV де Комменж
                  - Алиса (ум. 1255), графиня Бигора с 1251; 1-й муж: с 1234 Журден VIII (II) де Шабан (ок.1190— 1247); 2-й муж: c 1247 Рауль де Куртене (1223—1271), сеньор Ильер-ан-Осеруа
                  - Перронель, дама де Рамбулье; муж: с 1239 Рауль де Ла Рош-Тесон

                - Симон V (VI) (1208—1265), 6-й граф Лестер с 1218, граф Честер с 1264, глава сопротивления баронов королю Англии Генриху III; жена: с 7 января 1238 Элеанор (1215—1275), дочь Иоанна Безземельного, короля Англии
                  - Генри (1238—1265)
                  - Симон Младший (1240—1271)
                  - Ги (ок.1244—1288/1291), граф де Нола, викарий Флоренции и Тосканы; жена: Маргарита Альдобранески, дама ди Грозетто, дочь Альдебрандино, графа ди Соано
                    - Томаззе; муж: Пьетро Вико, префект Рима
                    - Анастасия, графиня ди Нола; муж: с 8 января 1293 Романо Орсини (ум.1326), сенатор Рима

                  - Амори (ок.1242—ок.1301)
                  - Элеонора (1252/1258—1282); муж: с 13 октября 1278 Лливелин ап Грифид (ок. 1223—1282), принц Уэльский с 1246

                - Роберт (ум. ок. 1218)
                - Амиция (до 1210—1253); муж: после 1223 Гоше I (II) де Жуаньи (до 1161—1237), сеньор де Шаторено
                - Лаура (ум. до 1227); муж: Жерар II де Пикиньи (ум.1248/1249), сеньор де Пикиньи и видам Амьена
                - Перенель (ум. до 1237)

              - Ги I (ум.1228), сеньор де Кастр и де Ла-Ферте-Аль, родоначальник линии Монфор-Кастр
              - Перенель (ум.1216); муж: Бартелеми де Руа (ум.1237), Великий Камергер Франции
              - Гибюрж; муж: Ги I де Леви (ок.1190—1230/1233), сеньор де Мирпуа

            - Бертрада, муж: Гуго де Кевильок (1153—1181), граф Честер

      - Менье (ум. до 1091), сеньор д’Эпернон; жена: Изабель
        - Амори (ум. после 1133), сеньор д’Эпернон
          - Симон
          - Менье

        - (?) Гильом

      - Амори (ум. ребёнком)
      - Эва (ум. 23 января 1099); муж: Гильом I Криспин (ум. 8 января 1074), сеньор дю Бек, шателен замка Нофль

### Линия Монфор-Кастр
Ги I (ум. 1228), сеньор де Ла-Ферте-Аль и де Бретанкур, сеньор де Кастр-ан-Альбижуа с 1211, регент графства Сидон в 1205—1210; 1-я жена: с 1204 Эльвиса Ибелин (ум. 1216), дочь Балиана Ибелина, лорда Наблуса, вдова графа Сидона Рено де Гренье; 2-я жена: с 1224 Брианд Адемар де Монтейль (де Бейн), дочь Ламберта де Монтейля, барона де Ла Гард
- (от 1-го брака) Филипп I (1202—1270), сеньор де Ла-Ферте-Аль, де Бретанкур и де Кастр-ан-Альбижуа 1228—1239, сеньор Торона 1239—1257, сеньор Тира с 1246, претендент на трон Армении; 1-я жена: Элеонора де Куртене (1208 — до 1230), дочь Пьера II де Куртене, императора Латинской империи; 2-я жена: после 1240 Мария Антиохийская (род.1215), леди Торона, дочь Раймунда Рупена, князя Антиохии
  - (от 1-го брака) Филипп II Молодой (ум. 1270), сеньор де Бейн, сеньор де Кастр-ан-Альбижуа, де Ла-Ферте-Аль и де Бретанкур с 1239; жена: Жанна де Леви-Мирпуа (ум. 1284), дочь Ги II де Леви, сеньора Мирпуа
    - Жан II (ум. до 1300), де сеньор де Кастр-ан-Альбижуа, де Ла-Ферте-Аль и де Бретанкур с 1270, граф Скуиллаче; 1-я жена: Изабель Малетта; 2-я жена: Джованна де Фисанелла 3-я жена: с ок. 1273 Маргарита де Бомон (ум. 1307), дочь Пьера де Бомон-ан-Гатинэ
    - Симон (ум. ок. 1272)
    - Лаура (ум. до 1300); муж: Бернар VII (ум. 1312), граф де Комменж
    - Элеонора (ум. до 1338), дама де Бейн и де Кастр-ан-Альбижуа с 1301; муж: с ок. 1316 Жан V (ум. после 1315), граф де Вандом
    - Жанна (ум. 1300/1306); 1-й муж: с 1268 Гиг VI д’Альбон (ум. 1278), граф де Форе; 2-й муж: с 2 февраля 1278 Луи I Савойский (1250 — после 1302), барон де Во

  - (от 1-го (?) брака) Алиса
  - (от 1-го (?) брака) Элоиза
  - (от 2-го брака) Жан I (ок. 1240 — 1283), граф Скуиллаче, сеньор Торона 1257—1266, сеньор Тира с 1270; жена: с 22 сентября 1269 Маргарита де Лузиньян (ум. 1308), дочь Генриха де Лузиньян, принца Антиохийского
  - (от 2-го брака) Филиппа (ум. 1284); муж: Гийом д’Эневаль
  - (от 2-го брака) Онфруа (ум. 1283), сеньор Бейрута с 1282, сеньор Тира с 1283; жена: с 1264/1274 Эшива д’Ибелин (1253—1312), дочь Жана Ибелина, сеньора Бейрута
    - Амори (ум. 1304)
    - Рупен (ум. 1313), сеньор Торона и Сура; жена: с 22 ноября 1299 Мария д’Ибелин (ум. после 1340), дочь Балиана Ибелина, сенешаля Кипра
      - Онфруа (1305—1326), коннетабль Кипра
        - Эшива (ум. до 1350); муж: после 28 июня 1342 Пьер I де Лузиньян (1328—1369), король Кипра с 1359

      - Жанетта (ум. до 1325); муж: с 1322 Балиан Ибелин

    - Алиса (Элвис) (ум. после 1295)
- (от 1-го брака) Перенель (ум. после 1238), монахиня в аббатстве Сен-Антуан-де-Шамп, Париж
- (от 2-го брака) Алисия (ум. после 1259), монахиня в Порт-Рояле
- (от 2-го брака) Агнес (ум. после 1259), монахиня в Порт-Рояле
- (от 2-го брака) Гвидон